# Ngagane
El riu Ngagane (en afrikaans:Ngaganerivier) és un riu que flueix al nord-oest de KwaZulu-Natal, Sud-àfrica. El riu està embassat per la presa de Chelmsford, però s'uneix al riu Buffalo, afluent del riu Tugela, més avall.